# خوزه کریستیانو دی سوزا جونیور
خوزه کریستیانو دی سوزا جونیور (به پرتغالی: José Cristiano de Souza Jr.) هافبک اهل برزیل است که در شهر سائوپائولو و در تاریخ ۱۱ اوت ۱۹۷۷ به دنیا آمده‌است.
خوزه کریستیانو دی سوزا جونیور در تیم‌های فوتبال Juventus (SP) سابقهٔ حضور دارد.